# Zîmbreni
Zîmbreni è un comune della Moldavia situato nel distretto di Ialoveni di 2.705 abitanti al censimento del 2004

## Località
Il comune è formato dall'insieme delle seguenti località (popolazione 2004):
- Zîmbreni (2.171 abitanti)
- Găureni (534 abitanti)